# Citrullus
Genre
Classification phylogénétique
Espèces de rang inférieur
- Citrullus colocynthis
- Citrullus ecirrhosus
- Citrullus lanatus
- Citrullus naudinianus

Citrullus est un genre de plantes herbacées dicotylédones de la famille des Cucurbitaceae, parmi lesquelles Citrullus lanatus, la pastèque, et Citrullus colocynthis, la coloquinte vraie.

## Liste d'espèces
Selon BioLib (1 décembre 2019) :
- Citrullus colocynthis (L.) Schrad.
- Citrullus ecirrhosus Cogn.
- Citrullus lanatus (Thunb.) Matsum. & Nakai

Selon Catalogue of Life (1 décembre 2019) :
- Citrullus colocynthis (L.) Schrader
- Citrullus ecirrhosus Cogn.
- Citrullus lanatus (Thunb.) Matsumura & Nakai
- Citrullus mucosospermus (Fursa) T. B. Fursa
- Citrullus rehmii B. De Winter

Selon GRIN (1 décembre 2019) :
- Citrullus amarus Schrad.
- Citrullus colocynthis (L.) Schrad.
- Citrullus ecirrhosus Cogn.
- Citrullus lanatus (Thunb.) Matsum. & Nakai
- Citrullus mucosospermus (Fursa) Fursa
- Citrullus naudinianus (Sond.) Hook. f.
- Citrullus rehmii De Winter
- Citrullus spp.

Selon ITIS (1 décembre 2019) :
- Citrullus colocynthis (L.) Schrad.
- Citrullus lanatus (Thunb.) Matsum. & Nakai

Selon The Plant List (1 décembre 2019) :
- Citrullus colocynthis (L.) Schrad.
- Citrullus ecirrhosus Cogn.
- Citrullus lanatus (Thunb.) Matsum. & Nakai
- Citrullus rehmii De Winter

Selon Tropicos (1 décembre 2019) (Attention liste brute contenant possiblement des synonymes) :
- Citrullus amarus Schrad.
- Citrullus anguria (Duchesne) H. Hara
- Citrullus aquosus Schur
- Citrullus battich Forssk.
- Citrullus caffer Schrad.
- Citrullus caffrorum Schrad.
- Citrullus chodospermus Falc. & Dunal
- Citrullus colocynthis (L.) Schrad.
- Citrullus colocynthoides Pangalo
- Citrullus ecirrhosus Cogn.
- Citrullus fistulosus Stocks
- Citrullus lanatus (Thunb.) Matsum. & Nakai
- Citrullus mucosospermus (Fursa) Fursa
- Citrullus naudinianus (Sond.) Hook. f.
- Citrullus pasteca Sageret
- Citrullus pseudocolocynthis M. Roem.
- Citrullus rehmii De Winter
- Citrullus variegatus Schrad. ex M. Roem.
- Citrullus vulgaris Schrad.